# Глебов, Дмитрий Петрович
Дми́трий Петро́вич Гле́бов (13 (24) декабря 1789 —  7 (19) мая 1843) — русский поэт, актуариус и переводчик; статский советник.

## Биография
Родился 13 (24) декабря 1789 года. Происходил из древнего дворянского рода Глебовых; сын обер-провиантмейстера Петра Александровича от брака с Дарьей Александровной Кошелевой. Уже в возрасте десяти лет, 19 октября 1800 года, был пожалован кавалером ордена Святого Иоанна Иерусалимского.
Воспитывался в Московском университетском пансионе и 24 сентября 1803 года был определён на службу в Московский архив Коллегии иностранных дел актуариусом; 1 января 1807 года был произведён в переводчики. В том же году 9 февраля поступил в милицию, откуда возвратился в архив с похвальным аттестатом, а затем был награждён золотой медалью на Владимирской ленте в петлицу и чином коллежского асессора (3 июля 1808 года). 
Во время Русско-турецкой войны 1806—1812 гг. и Отечественной войны 1812 года Д. П. Глебов писал патриотические стихи, которые преимущественно размещал журналах в «Русский вестник» и «Сын Отечества».
В течение дальнейшей своей службы в архиве он получил чины надворного советника (31.12.1813) и коллежского советника (31.12.1819) и был награждён орденом Св. Владимира 4-й степени (2.4.1822) и орденом Св. Анны 2-го класса (6.12.1826). 
23 февраля 1829 года он был уволен от службы по домашним обстоятельствам с чином статского советника. 
Умер 7 (19) мая 1843 года в Москве (по надгробной надписи на 53 году) и был погребён в Покровском монастыре.

## Творчество
С 7 сентября 1827 года Д. П. Глебов состоял действительным членом Общества любителей российской словесности.
Его произведения публиковались в журналах: «Аглая», «Московский Вестник» (1809), «Цветник» (1810), «Русский Вестник» (1816), «Благонамеренный» (1820), «Сын Отечества» (1820, 1822, 1825 и 1827), «Вестник Европы» (1821, 1822 и 1825), «Новости Литературы» (1822, 1826), «Дамский Журнал» (1827, 1829); а также в альманахах: «Урания» (1826), «Северные Цветы» (1827), «Литературный Музеум» (1827), «Подснежник» (1830), «Сиротка» (1831) и «Венера» (1831).
Вышла и отдельная книжка под заглавием «Элегии и другие произведения» (М., 1827); в конце её автор поместил примечания, в которых указывает, что вдохновило его написать то или другое стихотворение, откуда он заимствовал сюжет, а если речь идет о переводном стихотворении, то какого оно автора.
Был единогласно избран 7 сентября 1827 года действительным членом Общества любителей российской словесности.

## Избранная библиография
Патриотические стихи:
- «Стихи на победы, одержанные русскими войсками за Дунаем» (Русский вестник. — 1810. — № 9);
- «Любовь к отечеству» (Русский вестник. — 1810. —  № 10);
- Сражение при Бородине; Певец в кругу Россиян; Глас Московского жителя на освобождение России от врагов. (М., 1813);
- «Чувствование Русского в Кремле» (Русский вестник. — 1814. — № 2);
- «На незабвенные подвиги Россиян для освобождения народов» (Сын Отечества. — 1814. — № 11; за подписью Дм. Г.л.бв);
- «Собрание стихотворений, относящихся к 1812 году». — М., 1814;
- «Стихи на вторичное возвращение Государя в Россию» (Русский вестник. — 1816. — № 3);
- «Стихи на заложение храма во имя Спасителя собственною рукою Его Императорского Величества на Воробьевых горах» (М., 1817).

Стихотворные переводы Глебова (изданы отдельно):
- Мильвуа «Материнская любовь» (М., 1819);
- Легуве «Воспоминание», поэма (М., 1823);
- Мильвуа «Эгина и Эгинар, или мщение Карла Великого», повесть (М., 1825).